# 古城砦戰鬥
古城砦戰鬥發生於1922年5月8日－10日，地點則是在中國河南鄭州一帶。是北洋政府時期內戰之一。交戰兩方為幫助直軍的馮玉祥11師及陝軍1師第二師。該戰鬥起因是豫軍宣佈獨立，並且解除境內直軍武裝，之後，馮玉祥與胡景翼率領聯軍攻打河南鄭州，因兵力懸殊，馮胡聯軍獲勝，豫軍與之停火。

## 參看
- 北洋政府
- 中華民國北洋政府時期內戰戰鬥列表